# Son of a Drummer
Son of a Drummer är Jonas Kullhammar Quartets femte album. Albumet släpptes i april 2006 och fick goda recensioner i flera tidningar[källa behövs]. Skivan innehåller fyra kompositioner av Jonas Kullhammar och en låt skriven av Berndt Egerbladh.

## Låtlista
Låtarna är skrivna av Jonas Kullhammar om inget annat anges.
1. Hitman – 8:18
2. Stormen – 11:12
3. Bendiksen – 5:21
4. Corny Waltz (Berndt Egerbladh) – 9:25
5. The Rise and Fall of Sour T – 10:27

## Medverkande
- Jonas Kullhammar– tenorsax
- Torbjörn Gulz – piano
- Torbjörn Zetterberg – bas
- Jonas Holgersson – trummor

## Urval av betyg i press
- 6 av 6 i Svenska Dagbladet
- 5 av 5 i Hifi & Musik
- 5 av 6 i Gefle Dagblad
- 4 av 5 i Göteborgs-Posten
- 4 av 5 i Västerbottens Folkblad